# Giorgio Teodoro Trivulzio
Giorgio Teodoro Trivulzio, IV marchese di Sesto Ulteriano (Milano, 23 marzo 1728 – Milano, 7 luglio 1802), è stato un nobile, politico collezionista e bibliofilo italiano.

## Biografia
Giorgio Teodoro Trivulzio nacque a Milano nel 1728, figlio primogenito dei dieci figli di Alessandro Teodoro Trivulzio, III marchese di Sesto Ulteriano, e di sua moglie, la contessa Margherita Pertusati. Era nipote di Carlo Pertusati, conte di Castelferro.
Intraprese la carriera nell'amministrazione del ducato di Milano divenendo dapprima decurione nel 1753, poi membro del collegio dei XII di provvisione nel 1757, nel 1772, nel 1779 e nel 1785 ed infine fu nominato giudice delle strade nel 1768. L'imperatrice Maria Teresa d'Austria lo nominò ciambellano nel 1770 e gli conferì il titolo di gentiluomo di camera.
Alla morte del padre e dello zio Carlo, riunì sotto di sé l'intera Biblioteca Trivulziana (prima della dispersione parziale che sarebbe avvenuta tra i suoi figli dopo la sua morte) all'interno del nuovo palazzo di proprietà della famiglia che acquistò in piazza Sant'Alessandro a Milano.

Attraverso un amico comune, il marchese Attendolo Bolognini che lo ospitava a Milano, Giorgio Teodoro Trivulzio ebbe l'occasione di incontrare l'avventuriero veneziano Giacomo Casanova, che così lo descrisse nelle sue Memorie: 
 Nelle parole del Casanova si nota anche il riferimento allo strabismo del quale Trivulzio soffriva, come anche riportato dal marchese Massimiliano Giovanni Stampa che, in una lettera al conte Antonio Greppi, lo descrive come "mezz'orbo".
Collaborò col numismatico Guido Antonio Zanetti alla  prima edizione della sua Nuova raccolta delle monete e delle zecche d'Italia. Un suo ritratto in miniatura fu dipinto dal pittore bresciano Giovanni Battista Gigola.
Morì a Milano nel 1802.

## Matrimonio e figli
Giorgio Teodoro Trivulzio sposò il 2 febbraio 1766 a Milano la contessa Maria Cristina Cicogna Mozzoni, figlia di Carlo Giuseppe Francesco Cicogna Mozzoni, VII conte di Terdobbiate e Tornaco. La coppia ebbe i seguenti figli:
- Margherita (n. e m. 1768)
- ? (n. e m. 1770)
- ? (n. e m. 1771)
- ? (n. e m. 1771)
- Alessandro (1773-1805), V marchese di Sesto Ulteriano, sposò a Milano nel 1799 Giovanna Majer (1772-1800)
- Gian Giacomo (1774-1831), VI marchese di Sesto Ulteriano, sposò il 23 aprile 1798 la duchessa Beatrice Serbelloni (1780-1832)
- Girolamo (1778-1812), conte del Regno napoleonico d'Italia, sposò il 6 gennaio 1806 la nobildonna Vittoria Gherardini (1790-1836); fu padre della patriota Cristina Trivulzio
- Maria Margherita (1779-1859)
- ? (n. e m. 1781)
- Paola (n. e m. 1785)

## Ascendenza
|                                                               |                                        |                                     | Genitori                                           |  |  | Nonni |  |  | Bisnonni                                                    |  |  | Trisnonni                 |  |
|                                                               |                                        |                                     |                                                    |  |  |       |  |  | Alessandro Teodoro Trivulzio, I marchese di Sesto Ulteriano |  |  | Giorgio Teodoro Trivulzio |  |
|                                                               |                                        |                                     |                                                    |  |  |       |  |  | Alessandro Teodoro Trivulzio, I marchese di Sesto Ulteriano |  |  | Giorgio Teodoro Trivulzio |  |
|                                                               |                                        | Gabriella de' Lazzari               |                                                    |  |  |       |  |  | Alessandro Teodoro Trivulzio, I marchese di Sesto Ulteriano |  |  |                           |  |
| Giorgio Teodoro Trivulzio, II marchese di Sesto Ulteriano     |                                        |                                     |                                                    |  |  |       |  |  | Alessandro Teodoro Trivulzio, I marchese di Sesto Ulteriano |  |  |                           |  |
|                                                               |                                        | Brigida Maria Secco d'Aragona       | Alessandro Secco d'Aragona, II marchese di Fornovo |  |  |       |  |  |                                                             |  |  |                           |  |
|                                                               |                                        | Brigida Maria Secco d'Aragona       | Alessandro Secco d'Aragona, II marchese di Fornovo |  |  |       |  |  |                                                             |  |  |                           |  |
|                                                               |                                        | Brigida Maria Secco d'Aragona       | Eleonora de Cordova                                |  |  |       |  |  |                                                             |  |  |                           |  |
| Alessandro Teodoro Trivulzio, III marchese di Sesto Ulteriano |                                        | Brigida Maria Secco d'Aragona       |                                                    |  |  |       |  |  |                                                             |  |  |                           |  |
|                                                               |                                        | Marco Arese, II conte di Barlassina | Benedetto Arese, I conte di Barlassina             |  |  |       |  |  |                                                             |  |  |                           |  |
|                                                               |                                        | Marco Arese, II conte di Barlassina | Benedetto Arese, I conte di Barlassina             |  |  |       |  |  |                                                             |  |  |                           |  |
|                                                               |                                        | Marco Arese, II conte di Barlassina | Anna Maria Carcano                                 |  |  |       |  |  |                                                             |  |  |                           |  |
| Elena Arese                                                   |                                        | Marco Arese, II conte di Barlassina |                                                    |  |  |       |  |  |                                                             |  |  |                           |  |
|                                                               |                                        | Regina Castelli                     | Camillo Castelli, marchese di Parabiago            |  |  |       |  |  |                                                             |  |  |                           |  |
|                                                               |                                        | Regina Castelli                     | Camillo Castelli, marchese di Parabiago            |  |  |       |  |  |                                                             |  |  |                           |  |
|                                                               |                                        | Regina Castelli                     | Maddalena Crassi                                   |  |  |       |  |  |                                                             |  |  |                           |  |
| Giorgio Teodoro Trivulzio, IV marchese di Sesto Ulteriano     |                                        | Regina Castelli                     |                                                    |  |  |       |  |  |                                                             |  |  |                           |  |
|                                                               | Luca Pertusati, I conte di Castelferro | Gian Matteo Pertusati               |                                                    |  |  |       |  |  |                                                             |  |  |                           |  |
|                                                               | Luca Pertusati, I conte di Castelferro | Gian Matteo Pertusati               |                                                    |  |  |       |  |  |                                                             |  |  |                           |  |
|                                                               | Luca Pertusati, I conte di Castelferro | Margherita Cova                     |                                                    |  |  |       |  |  |                                                             |  |  |                           |  |
| Carlo Pertusati, II conte di Colleferro                       | Luca Pertusati, I conte di Castelferro |                                     |                                                    |  |  |       |  |  |                                                             |  |  |                           |  |
|                                                               |                                        | Barbara Dal Pozzo                   | Francesco Maria Dal Pozzo, marchese di Annone      |  |  |       |  |  |                                                             |  |  |                           |  |
|                                                               |                                        | Barbara Dal Pozzo                   | Francesco Maria Dal Pozzo, marchese di Annone      |  |  |       |  |  |                                                             |  |  |                           |  |
|                                                               |                                        | Barbara Dal Pozzo                   | Maria Guasco                                       |  |  |       |  |  |                                                             |  |  |                           |  |
| Margherita Pertusati                                          |                                        | Barbara Dal Pozzo                   |                                                    |  |  |       |  |  |                                                             |  |  |                           |  |
|                                                               |                                        | Pietro Francesco Gaffurri           |                                                    |  |  |       |  |  |                                                             |  |  |                           |  |
|                                                               |                                        |                                     |                                                    |  |  |       |  |  |                                                             |  |  |                           |  |
|                                                               |                                        |                                     |                                                    |  |  |       |  |  |                                                             |  |  |                           |  |
| Lucrezia Gaffurri                                             |                                        |                                     |                                                    |  |  |       |  |  |                                                             |  |  |                           |  |
|                                                               |                                        | Isabella Crevenna                   | Carlo Antonio Crevenna                             |  |  |       |  |  |                                                             |  |  |                           |  |
|                                                               |                                        | Isabella Crevenna                   | Carlo Antonio Crevenna                             |  |  |       |  |  |                                                             |  |  |                           |  |
|                                                               |                                        | Isabella Crevenna                   |                                                    |  |  |       |  |  |                                                             |  |  |                           |  |
|                                                               |                                        | Isabella Crevenna                   |                                                    |  |  |       |  |  |                                                             |  |  |                           |  |